# Гаврилов, Александр Леонидович
Александр Леонидович Гаврилов (2 марта 1952, Ленинград — 4 мая 2025, Санкт-Петербург) — советский и российский актёр театра и кино. 

## Биография
Родился 2 марта 1952 года в Ленинграде.
С середины 1960-х годов началась творческая деятельность. Работал в качестве актёра на Ленинградском телевидении и киностудии «Ленфильм». Снимался в различных советских фильмах.
В 1978 году окончил Музыкальное училище при Ленинградской консерватории. Шесть лет отработал в «Ленконцерте», затем посвятил себя культурно-просветительной и социально-досуговой работе.
В 1990 году окончил Высшую профсоюзную школу культуры, после чего работал заместителем директора, где занимался работой по развитию народного творчества, организацией концертов и фестивалей. Занимался благотворительностью, принимал участие в создании Союза работников культуры в Ленинграде.
В 1994 году был избран на должность ответственного секретаря Санкт-Петербургского отделения Российского творческого Союза работников культуры. В 1997 году стал постоянным работником данного союза.
Скончался 4 мая 2025 года на 74-м году жизни в Санкт-Петербурге. Известно, что в марте этого года перенёс инсульт.

## Фильмография
- 1963 — День счастья — школьник, собирающий макулатуру
- 1967 — Попутного ветра, «Синяя птица» — Ральф Барни
- 1969 — Белый флюгер — беспризорник, попрашайка
- 1970 — Салют, Мария! — комсомолец
- 1972 — Двенадцать месяцев — Март
- 1976 — Строговы — партизан-пулемётчик

### Участие в фильмах
- 1966 — Урок Алхимику (документальный) — школьник

## Звания и награды
- 2001 — Почётный знак Министерства культуры Российской Федерации «За достижения в культуре»[1].
- 2002 — Почётная грамота Комитета по культуре Правительства Ленинградской области — за большой вклад в развитие культуры Ленинградской области, поддержку творческих инициатив[1].
- 2003 — Грамота комитета по молодёжной политике Санкт-Петербурга[1].
- 2004 — Медаль «В память 300-летия Санкт-Петербурга»[1].
- 2005 — Почётный знак Союза работников культуры «За служение культуре»[1].
- 2006 — Присвоение звания «Заслуженный работник культуры Российской Федерации»[1].